# Jorginho Mello
Jorginho dos Santos Mello • GOMA  (Ibicaré, 15 de julho de 1956) é um político brasileiro filiado ao Partido Liberal (PL), sendo desde 2023 o governador de Santa Catarina. Foi senador pelo estado entre 2019 e 2022, até renunciar para assumir o governo após sua vitória nas eleições estaduais de 2022, sendo substituído por sua suplente Ivete da Silveira. É o presidente estadual do Partido Liberal (PL).

## Carreira
Foi deputado à Assembleia Legislativa de Santa Catarina na 13ª legislatura (1995 — 1999), na 14ª legislatura (1999 — 2003), na 15ª legislatura (2003 — 2007) e na 16ª legislatura (2007 — 2011). Foi deputado federal na 54ª legislatura (2011 — 2015). Nas eleições de 2014, em 5 de outubro, foi reeleito deputado federal por Santa Catarina para a 55ª legislatura (2015 — 2019).
Votou a favor do Processo de impeachment de Dilma Rousseff. Já durante o Governo Michel Temer, votou a favor da PEC do Teto dos Gastos Públicos. Em abril de 2017, foi favorável à Reforma Trabalhista. Em agosto de 2017, votou a favor do processo em que se pedia abertura de investigação do então presidente Michel Temer.
Nas eleições de 2018, foi eleito ao Senado Federal, obtendo 1.179.757 votos, o que corresponde a 18,07% dos votos válidos, e vencendo nomes como o então senador Paulo Bauer e o ex-governador de Santa Catarina Raimundo Colombo.
Em 2019, o presidente Jair Bolsonaro sancionou a lei complementar nº 167 de 24 de abril de 2019 (LC 167/2019), que cria a Empresa Simples de Crédito (ESC), após emendas sugeridas por Jorginho.
Presidente da Frente Parlamentar da Micro e Pequena empresa no Congresso, foi autor do Pronampe, o maior programa de crédito da história das micro e pequenas empresas do Brasil, salvando mais de 10 milhões de empregos durante a pandemia. .
Nas eleições de 2022, foi eleito governador de Santa Catarina no segundo turno obtendo 2.983.949 votos (70,69%), sendo a maior porcentagem de votos obtida por um candidato nas disputas estaduais realizadas no ano.
Em janeiro de 2024, Jorginho nomeou o próprio filho, o advogado Filipe Mello, para o cargo de secretário da Casa Civil. A Justiça de Santa Catarina impediu a posse em decisão liminar, pelo risco aos princípios da moralidade e da impessoalidade. Na decisão, o desembargador questiona-se: "Cumpre questionar, entre os mais de cinco milhões de eleitores de Santa Catarina, existiria alguém mais qualificado que o filho do Governador?".

## Desempenho em eleições
| Ano  | Eleição                     | Partido | Cargo             | Votos     | %                 | Resultado | Ref    |
| ---- | --------------------------- | ------- | ----------------- | --------- | ----------------- | --------- | ------ |
| 1994 | Estaduais em Santa Catarina | PL      | Deputado estadual | 19.104    | 0,86%             | Eleito    | [ 6 ]  |
| 1998 | Estaduais em Santa Catarina | PSDB    | Deputado estadual | 26.825    | 1,08%             | Eleito    | [ 6 ]  |
| 2002 | Estaduais em Santa Catarina | PSDB    | Deputado estadual | 34.486    | 1,11%             | Eleito    | [ 6 ]  |
| 2006 | Estaduais em Santa Catarina | PSDB    | Deputado estadual | 54.002    | 1,64%             | Eleito    | [ 6 ]  |
| 2010 | Estaduais em Santa Catarina | PSDB    | Deputado federal  | 119.757   | 3,59%             | Eleito    | [ 11 ] |
| 2014 | Estaduais em Santa Catarina | PR      | Deputado federal  | 140.839   | 4,15%             | Eleito    | [ 7 ]  |
| 2018 | Estaduais em Santa Catarina | PR      | Senador           | 1.179.757 | 18,07%            | Eleito    | [ 11 ] |
| 2022 | Estaduais em Santa Catarina | PL      | Governador        | 1.575.912 | 38,61% (1º Turno) | Eleito    | [ 15 ] |
| 2022 | Estaduais em Santa Catarina | PL      | Governador        | 2.983.949 | 70,69% (2º Turno) |           | [ 15 ] |